# Polyphida lombokiana
Polyphida lombokiana es una especie de insecto coleóptero de la familia Cerambycidae. Estos longicornios son endémicos de la isla de Lombok (Indonesia).
P. lombokiana mide unos 13 mm.